# غلوبالنات

شعار غلوبالنات

غلوبالنات، هو مزود خدمة انترنت تونسي. أسس غلوبالنات في سبتمبر 1997  في نفس سنة تأسيس بلانات تونس وقد بقيا يتقاسمان القطاع لعدة سنوات ولم تعطى رخص لشركات أخرى إلا لاحقا. تقدم الشركة لحرفاءها خدمات ادسل بسرعة 4 8 12 20 30 50 و 100 مغ بالنسبة للبيوت، والفي سات والشبكة الافتراضية الخاصة بالنسبة للمؤسسات. كما تقدم خدمات بريد إلكتروني وخدمات استضافة الويب. يقدم أيضا موقع غلوبالنات مواد إخبارية مع إمكانية التعليق للقراء. يتبع غلوبالنات شركة 3 إس المتخصصة في خدمات الكمبيوتر وإصدار البرمجيات. يقع مقر الشركة في المركز العمراني الشمالي.

## وصلات خارجية
- غلوبالنات